# 古川由利奈
古川由利奈（日语：／ Furukawa Yurina，3月4日—），是日本的女性聲優，Ability Soul Pro所屬。

## 人物
出身於神奈川縣，身高152公分；興趣是舞蹈與插畫。

## 演出作品
※粗體字代表主要角色。

### 電視動畫
2013年
- 新薔薇少女（小學生）
- 我要成為世界最強偶像（摔角選手、記者）

2014年
- 普通女高中生要做當地偶像

2015年
- 城下町的蒲公英（女服務生、女學生）
- 我家有個魚乾妹（橘·希爾芬福特[1]）

2017年
- Princess Principal（瑪莉拉）
- 我家有個魚乾妹R（橘·希爾芬福特）

2018年
- 愛在雨過天晴時（女學生、奧村、女性客、喜屋武翔太〈幼少〉、護士）
- 罪人與龍共舞（女性報導員）
- Anima Yell!（籃球社學姐[2]）

2019年
- RobiHachi（男孩子）
- 我不是說了能力要平均值嗎？（女性魔術師、女學生、女性客、助手）
- 警視廳 特務部 特殊凶惡犯對策室 第七課 -特7-（佐佐木、少年A）

2020年
- 阿爾蒂（侍女）

### OVA
2015年
- 我家有個魚乾妹（橘·希爾芬福特）

2017年
- 我家有個魚乾妹（橘·希爾芬福特）
- 機動戰士鋼彈 雷霆宙域戰線（碧昂卡・卡萊爾）

### 遊戲
2013年
- 妖精劍士f（黛拉）

2014年
- BREAK雀BURST
- 學園K -Wonderful School Days-

2015年
- ROOT∞REXX（日语：ROOT∞REXX）
- 我家有個魚乾妹 ～魚乾妹！養成計劃～（橘·希爾芬福特）

2016年
- 嫁Collection（日语：嫁コレ）（橘·希爾芬福特）

2021年
- 閃亂神樂NEW LINK（風雅）

### 其他
- 溫泉女孩（赤倉茅咲[3]）

### 音樂CD
| 發售日期 | 標題                           | 名義                                                                                               | 樂曲                                                                           | 商業搭配                   |
| 2015年   | 2015年                         | 2015年                                                                                             | 2015年                                                                         | 2015年                     |
| -------- | ------------------------------ | -------------------------------------------------------------------------------------------------- | ------------------------------------------------------------------------------ | -------------------------- |
| 8月19日  | かくしん的☆めたまるふぉ〜ぜっ! | 妹S［土間埋（田中愛美）、海老名菜菜（影山燈）、本場切繪（白石晴香）、橘·希爾芬福特（古川由利奈）］ | 「Sisters Wink」                                                               | 電視動畫「我家有個魚乾妹」 |
| 8月19日  | ひだまりデイズ                 | 妹S［土間埋（田中愛美）、海老名菜菜（影山燈）、本場切繪（白石晴香）、橘·希爾芬福特（古川由利奈）］ | 「ひだまりデイズ」                                                             | 電視動畫「我家有個魚乾妹」 |
| 8月19日  | ひだまりデイズ                 | 妹S［土間埋（田中愛美）、海老名菜菜（影山燈）、本場切繪（白石晴香）、橘·希爾芬福特（古川由利奈）］ | 「フィーバー夏Vacation!」                                                      | 電視動畫「我家有個魚乾妹」 |
| 9月16日  |                                | 橘·希爾芬福特（古川由利奈）                                                                        | 「T・S・F in にっぽん!」 「シュバッとNo.1」 「ひだまりデイズ(シルフィンver.)」 | 電視動畫「我家有個魚乾妹」 |
| 9月16日  |                                | 妹S［土間埋（田中愛美）、海老名菜菜（影山燈）、本場切繪（白石晴香）、橘·希爾芬福特（古川由利奈）］ | 「Dreamy Friends」                                                             | 電視動畫「我家有個魚乾妹」 |

## 外部連結
- （日語）事務所公開簡歷
- 古川由利奈的X（前Twitter）